# São Cosme do Vale
São Cosme do Vale ist ein Ort und eine ehemalige Gemeinde (Freguesia) im Norden Portugals.
São Cosme do Vale gehört zum Kreis Vila Nova de Famalicão im Distrikt Braga. Die Gemeinde hatte eine Fläche von 6,3 km² und 3049 Einwohner (Stand 30. Juni 2011).
Am 29. September 2013 wurden die Gemeinden Vale (São Cosme), Telhado und Portela zur neuen Gemeinde União das Freguesias de Vale (São Cosme), Telhado e Portela zusammengeschlossen. Vale (São Cosme) ist Sitz dieser neu gebildeten Gemeinde.